# 李源潮
李源潮（1950年11月20日—），原名李援朝，汉族，江苏涟水人，中国共产党、中华人民共和国政治人物，原副国级领导人。他是中国共产党第十六届中央候补委员、第十七届中央书记处书记、第十七至十八届中央政治局委员。曾任中共江苏省委书记及中共中央组织部部长。2013年至2018年间任中华人民共和国副主席、兼任中央港澳工作协调小组副组长、中国红十字会名誉会长。

## 生平

### 早年经历
李源潮于1950年11月20日生于江苏涟水。出生时，父亲李干成正担任中共常州地委第一副书记；文革前，曾官至中共上海市委常委、上海市副市长。母親吕继英，1911年2月26日生于沭阳吴集，是连云港地区中共党组织成立初期的党员，苏北妇女运动的先驱。李源潮出生时抗美援朝战争爆发，父母乃为其取名“援朝”，后来才改为“源潮”。
李源潮孩提时在矿山长大。他在上海市上海中學就讀初中，1966年毕业于上海市南洋模范中学，文革期间曾积极参与上海最早的老红卫兵组织“上海红卫兵总部”。1968年11月参加工作，从1968年至1972年，是江苏省大丰县上海农场职工，在该农场参加劳动。1972年，被推荐到上海师范大学（今华东师范大学）数学系学习，至1974年毕业。1974年至1975年，任上海市南昌中学教师。1975年至1978年，任上海市卢湾区业余工业专科学校教师。1977年高考恢复，李源潮考入复旦大学数学系七七级数学专业学习，并于1978年3月加入中国共产党。在校期间，历任数学系团总支副书记、书记。1982年毕业后，留校任教，历任复旦大学管理系教师、校团委副书记。

### 从共青团到文化部
李源潮在中共政坛的起步源自共青团系统。1983年，33岁的李源潮经中共中央政法委员会书记陈丕显向胡耀邦举荐，出任共青团上海市委副书记，同年晋升为共青团上海市委书记。在1983年12月举行的共青团十一届二中全会上，当选共青团中央书记处书记，分管宣传工作，一直任至1990年。其间，他兼任全国青联副主席、中国少年先锋队工作委员会主任等职。1988年至1991年，李源潮师从经济学家厉以宁，在北京大学经济管理科学中心在职学习经济管理学，获得管理学硕士学位。
1990年，李源潮离开共青团中央。1990年至1993年，任中央对外宣传小组一局局长。1993年至1996年，任中央对外宣传小组副组长、中央对外宣传办公室副主任、国务院新闻办公室副主任。1991年至1995年，在中共中央党校研究生部科学社会主义专业学习，获得法学博士学位。1996年至2000年，任中华人民共和国文化部副部长、党组副书记。

### 主政江苏
2000年，李源潮获得重用，被调往经济大省江苏省，担任中共江苏省委副书记，任至2002年。2001年至2003年，兼任中共南京市委书记。
2001年10月，时任南京市市政公用局局长的朱自强在浙江宁波酒后非礼餐厅女服务员。此时，刚出任南京市委书记一个月的李源潮，马上宣布撤除朱自强等5人的职务，并随即在南京推出“万人评议机关”活动，力求藉此加强公众监督、遏止权力滥用和腐败蔓延。
在担任中共南京市委书记期间，李源潮作为中共中央组织部和国家外国专家局在中国国内选派的两人之一，参加了哈佛大学肯尼迪政府学院举办的“发展中的领导者”培训班学习。
2002年，李源潮在中共十六大上当选第十六届中共中央候补委员。仅仅两个月后，就接替回良玉，出任中共江苏省委书记，任至2007年。2003年2月，当选江苏省人大常委会主任，任至2007年。
2004年，民营企业江苏铁本钢铁公司，被揭发违例开建800万吨钢铁项目；致使4000多农民被迫搬迁，有的甚至住进窝棚、桥洞、废弃的渔船。李源潮不单是处理涉案官员、停建项目，还要求转变政府的职能、厘清权限。
2004年11月，前中共江苏省委常委、组织部部长徐国健的腐败案曝光。李源潮顺水推舟，向媒体表示“江苏正掀起该省建国以来最大一轮反腐风暴。”
2005年4月，在南京金陵飯店會見台灣中國國民黨主席連戰，就兩岸交流合作交換意見。
2005年5月，在南京金陵飯店會見台灣親民黨主席宋楚瑜，就孫中山先生逝世八十週年交換意見。
2005年7月，在南京金陵飯店會見台灣新黨主席郁慕明，就抗日戰爭60週年廣泛交換意見。
在江苏期间，李源潮处理了很多重大事故；特别是2007年太湖蓝藻污染事件。江苏省在2008年关闭了2,150家化工厂，并且分配了10%到20%的当地财政收入用于环境保护。事件爆发后，李源潮还亲临太湖，表示“只要能把太湖治理好，哪怕GDP下降15%，这是我们向大自然还账。”
拥有中央外宣办、新闻办工作经历的李源潮，深谙传媒运作，缓解了不少影响江苏形象的危机，获得中央领导层重视。他在任上实施了多种政治和行政改革，例如公众有权对政府领导人评分，获得最低分的政府领导人或者降级或者离任。在2006年，他的改革措施让江苏省的上访率从全国第5名降至第23名。

### 晋身政治局和书记处

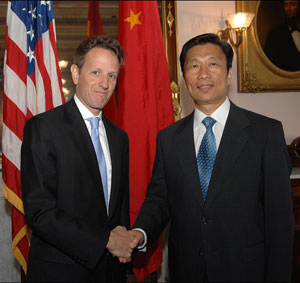
2009年，李源潮在華盛頓州会见美國財政部長盖特纳

中共十七大召开前，2007年李源潮调到中央，接替贺国强出任中共中央组织部部长。随后在中共十七届一中全会上，越级当选中共中央政治局委员、中共中央书记处书记（李此前仅为十六届中央委员会候补委员，而非中央委员）。在2012年召开的中共十八屆一中全會上，李源潮再次当選為中共中央政治局委员。2012年中共十八大後，李源潮不再兼任中共中央组织部部长，職位由赵乐际接替。
中共十七大首次提出了干部人事制度改革的八字方针：“民主、公开、竞争、择优”。在李源潮担任中共中央组织部部长期间，中共中央组织部推行了一系列改革措施，包括改革干部提名制和实行竞争择优。

### 国家副主席
2012年11月15日，李源潮在中共十八届一中全会上连任中共中央政治局委员。2013年3月14日，在北京召开的第十二届全国人大第一次会议第四次全体会议上，63岁的李源潮接替习近平当选为中华人民共和国副主席，是1998年3月以来首位当选国家副主席的非中共中央政治局常委。
李源潮是中共第十六届中央候补委员，十七届、十八届中央委员，十七届中央政治局委员、中央书记处书记，十八届中央政治局委员。第七届全国政协常务委员，第八届、九届全国政协委员。第十二届全国人大第一次会议当选为中华人民共和国副主席。他的国家副主席的党务政务分工有两大责任，一是协助张德江分管港澳事务，二是在刘云山领导下分管包括共青团、妇联和科协等“群众团体”。
2013年7月，李源潮访问朝鲜出席朝鲜战争停战60周年纪念活动，获得朝鲜劳动党第一书记金正恩亲自接见，并且一同在主席台上观看阅兵典礼。
李源潮曾经代表中国政府参加南非國父、前总统纳尔逊·曼德拉、新加坡建國总理李光耀、古巴革命领导人菲德尔·卡斯特罗和以及泰国国王拉玛九世的丧礼。
2017年10月24日，时年67岁的李源潮没有出现在新公布的中共第十九届中央委员名单中，而通常中央政治局委员的退休年龄为68岁。2018年3月17日，李源潮在第十三届全国人大第一次会议上卸任国家副主席职务后退休，由已经没有党内职务的王岐山接任。

### 退休生活
李源潮自退休后，不时会在官方或非官方场合露面。
2018年9月30日，李源潮出席國慶招待會。10月4日，他和妻子高建進回到50年前曾經工作過的江蘇大豐上海農場。
2019年1月2日，李源潮在江西省景德鎮市等地相關官員的陪同下現身皇窯考察。
2019年6月，李源潮閲讀《人民日報》的照片在社交平台熱傳。
2019年9月14日，李源潮回到母校視察，以校友身份參加其班主任孫芳烈逝世兩周年追思會並發言，但隨後復旦大學管理學院官網已將有關的消息刪除。
2019年10月1日，李源潮出席了庆祝中华人民共和国成立70周年大会。
2020年11月7日，李源潮在上海市常务副市长陈寅等人陪同下，参观了第三届进博会上海综合形象展区。
2021年7月1日，李源潮出席了庆祝中国共产党成立100周年大会。
2023年9月28日，李源潮出席了庆祝中华人民共和国成立74周年招待会。
2024年11月12日，李源潮在珠海出席了第十五届中国国际航空航天博览会开幕式。

## 著作
- 《走向繁荣的战略选择》与厉以宁教授以及孟晓苏、李克强合著，李源潮的硕士毕业论文《企业集团的发展途径》是其中第五章。经济日报出版社1991年初版，2013年第二版。
  - 《The Strategic Choice for China’s Prosperity》《走向繁荣的战略选择》英文版，2018新加坡南洋出版社。

讲话和报告
- 《在纪念康克清同志诞辰100周年座谈会上的讲话》2011年9月8日人民日报
- 《与中国青年五四奖章获得者等优秀青年代表座谈时的讲话》（2013年5月4日）
- 《共同构建人类和平安全命运共同体——在第四届世界和平论坛开幕式上的致辞》(2015年6月27日，清华大学)
- 《深化民间交流合作 共建中非命运共同体——在第四届中非民间论坛开幕式上的致辞》2015年8月26日
- 《积极推进侨联组织与工作改革创新——在中国侨联九届三次全委会》2016年1月19日

## 家族
- 父亲：李干成，曾任上海市副市長。
- 母亲：呂繼英，曾任上海市教育局局長，育有三子一女。
  - 长兄：李仲之，现任江苏省再生能源协会名誉会长。
  - 二哥：李伟之，在上海一家房地产研究机构工作。
- 妻子：高建进 ，上海市南洋模范中学67届校友（比李源潮小一届），大学毕业于上海音乐学院。中央音乐学院教授、音乐教育系首任系主任。父親曾擔任過上海市建委副主任。[7]
  - 内弟：高全健。
- 兒子：李海進，K-12就讀於上海市市市立幼兒園、高安路第一小學, 本科就讀於復旦大學。曾留学美國耶魯大學，中共十八大前後回國定居[28]。